# Jules Jézéquel
 (mai 2008).
Si vous disposez d'ouvrages ou d'articles de référence ou si vous connaissez des sites web de qualité traitant du thème abordé ici, merci de compléter l'article en donnant les références utiles à sa vérifiabilité et en les liant à la section « Notes et références ».
Jules Jézéquel (18 décembre 1870 à Rochefort en France - 10 décembre 1963 à Rouillé en France) est un pasteur protestant de l’Église réformée de France.
Il occupa, toute sa vie, une place importante dans le vaste mouvement du Christianisme social et, entre les deux guerres mondiales, milita contre la guerre à la tête de la branche française de la World Alliance for International Friendship through the churches, l’Alliance universelle pour l’amitié internationale par les églises, et participa activement et personnellement à l'aide aux proscrits du franquisme et du nazisme.

## Biographie
Jules Jézéquel est le fils de Jacques Jézéquel, journalier agricole breton venu travailler à l’Arsenal de Rochefort comme ouvrier, et de Julie Gaget, fille de petits paysans saintongeais. Sur la recommandation de Nadine et Théodore Viaud, les parents de Pierre Loti, il suit les cours d’instruction religieuse d’Adrien Laroche, le pasteur de la paroisse de Rochefort, qui l’envoie à l’École Préparatoire de Théologie des Batignolles. Il fait ses études de théologie à la Faculté de théologie de Montauban et obtient son diplôme, en 1895, avec une thèse sur La Controverse dans l’évangélisation des Catholiques. La même année, il épouse Anna Lydie Creissel, fille d’Édouard Creissel, pasteur de la Chapelle de la rue Saint-Maur, à Paris. Anna Jézéquel, traductrice, journaliste et auteur de contes pour enfants, milita avec son époux contre la guerre et pour la reconnaissance des droits des femmes.

## Un pasteur rouge
En 1895, Jules Jézéquel est pasteur dans la petite ville de Souvigné (Deux-Sèvres), puis, en 1898, à Laval où il trouve, dans un poste qui vient d’être créé par la Société centrale évangélique, un travail en milieu ouvrier conforme à sa vocation. Tout en exerçant son ministère, il milite pour la justice sociale, soutient les revendications ouvrières, fait des conférences à l’université populaire, fonde la section de la Mayenne de la Ligue des Droits de l’Homme et finit par être traité de « pasteur rouge » par la presse locale : « Protestant dans un environnement dominé par le catholicisme, républicain et progressiste dans un milieu foncièrement conservateur, le pasteur Jézéquel ne pouvait, du fait de son engagement aux côtés du mouvement ouvrier et démocratique, que s’attirer l’hostilité des milieux cléricaux et réactionnaires lavallois. ». En 1906, sous la pression des notables locaux, la SCE le démissionne de son poste.
Il est appelé à Paris par son ami le pasteur Wilfred Monod qui allait être l’un des principaux animateurs du christianisme social et du mouvement œcuménique de rassemblement des Églises. Les deux hommes ne cesseront de travailler ensemble jusqu’à la fin des années 1930. Après avoir été quelques mois pasteur à l’Oratoire, Jules Jézéquel est nommé secrétaire général de l’Union des Églises réformées de France et le restera jusqu’en 1920. En 1907, il entre comme journaliste à l’hebdomadaire protestant La Vie nouvelle, et en devient le rédacteur en chef jusqu’en 1912. À cette date, l’hebdomadaire fusionne avec Le Protestant et devient Évangile et Liberté. Jules Jézéquel en est le rédacteur en chef jusqu’en 1925. Il fait toute la guerre de 14-18 comme aumônier militaire de la 7e division d’infanterie, reçoit la Croix de guerre et est nommé chevalier de la Légion d’honneur.

## Un engagement visionnaire
En 1920, se réunissent à Beatenberg, en Suisse, les représentants protestants de vingt-trois nations européennes (dont l’Allemagne), plus l’Amérique, décidés à se réconcilier et à maintenir la paix en réactivant la World Alliance for International Friendship through the churches (ou The Church Peace Union), l’Alliance universelle pour l’amitié internationale par les Églises, créée aux USA en 1914. Jules Jézéquel est vice-président du Comité International et secrétaire général du Comité Français. Il continue à écrire dans Évangile et Liberté ; en 1925, il entre au Comité de rédaction de La Revue du christianisme Social, dirigée par Élie Gounelle, et collabore au Sillon de Marc Sangnier.
Dès 1924, avec son homologue Friedrich Siegmund-Schultze, secrétaire général du Comité allemand de l’Alliance, il œuvre pour la réconciliation franco-allemande, et fait de l’Alliance l’un des quatre grands mouvements pacifistes de l’entre-deux guerres, aux côtés de la Ligue des Droits de l’Homme de Victor Basch, de La Paix et le Droit de Théodore Ruyssen, et de l’Internationale Démocratique de Marc Sangnier. Ces mouvements ne se sont pas battus en vain au milieu des années 1930, puisque leurs idées seront partiellement réalisées à partir des années 1950.
En 1935, il fait entrer son mouvement de l’Alliance dans le Rassemblement universel pour la Paix dont Lord Robert Cecil et Pierre Cot sont les présidents ; Jules Jézéquel est l’un des vice-présidents, le second est Léon Jouhaux. Le mouvement, qui regroupe des associations et des individus représentant toutes les tendances politiques et morales, des communistes aux conservateurs, des athées et des croyants, lutte pour la réduction des armements, le renforcement de la Société des Nations et la mise au point, au sein de la SDN, d’une procédure permettant de résoudre sans guerre les conflits internationaux. Une des actions les plus spectaculaires du RUP est son Congrès International de la paix, tenu à Bruxelles en septembre 36, où Jules Jézéquel présente la Pasionaria, Dolorès Ibarruri, à la foule qui scande : « Des avions pour l’Espagne, des canons pour l’Espagne ! ». En novembre 37, le RUP l’envoie en Espagne, en mission d’information sur les atrocités de la guerre civile et la liberté religieuse.

## La lutte contre l’antisémitisme
Après l’arrivée d’Hitler au pouvoir l’Alliance prend la défense de l’Église confessante (soutenue par de grands théologiens tels que Karl Barth et Dietrich Bonhoeffer) contre l’église officielle et nationaliste pro-nazi. À l’été 1938, Jules Jézéquel et Emmanuel Mounier, directeur de la revue Esprit, font paraître une brochure intitulée Les Églises Chrétiennes dans le Troisième Reich, et éditée par le Comité mondial contre la guerre et le fascisme, dénonçant les persécutions dont font l’objet les pasteurs et les membres de l’Église confessante.
Pendant la Seconde Guerre mondiale, Jules Jézéquel, retiré dans la maison de son fils Roger, près de Pau (Pyrénées-Atlantiques) accueille et cache de nombreux Juifs allemands. Après sa mort, le Christianisme Social écrit de lui : « N’a jamais eu peur de se compromettre en militant pour un idéal de paix et de justice, avec des non-pratiquants et des non-croyants ». Avec son fils et sa belle-fille, Inès Leenhardt, il est nommé par Yad Vashem Juste parmi les Nations.
Jules et Anna Jézéquel ont eu trois enfants, Yvon, Roger et Franck. Le second, connu sous le pseudonyme de Roger Breuil, a écrit des romans, des essais, des pièces de théâtre, et des scénarios de films.